# カール・フリードリヒ・シンパー

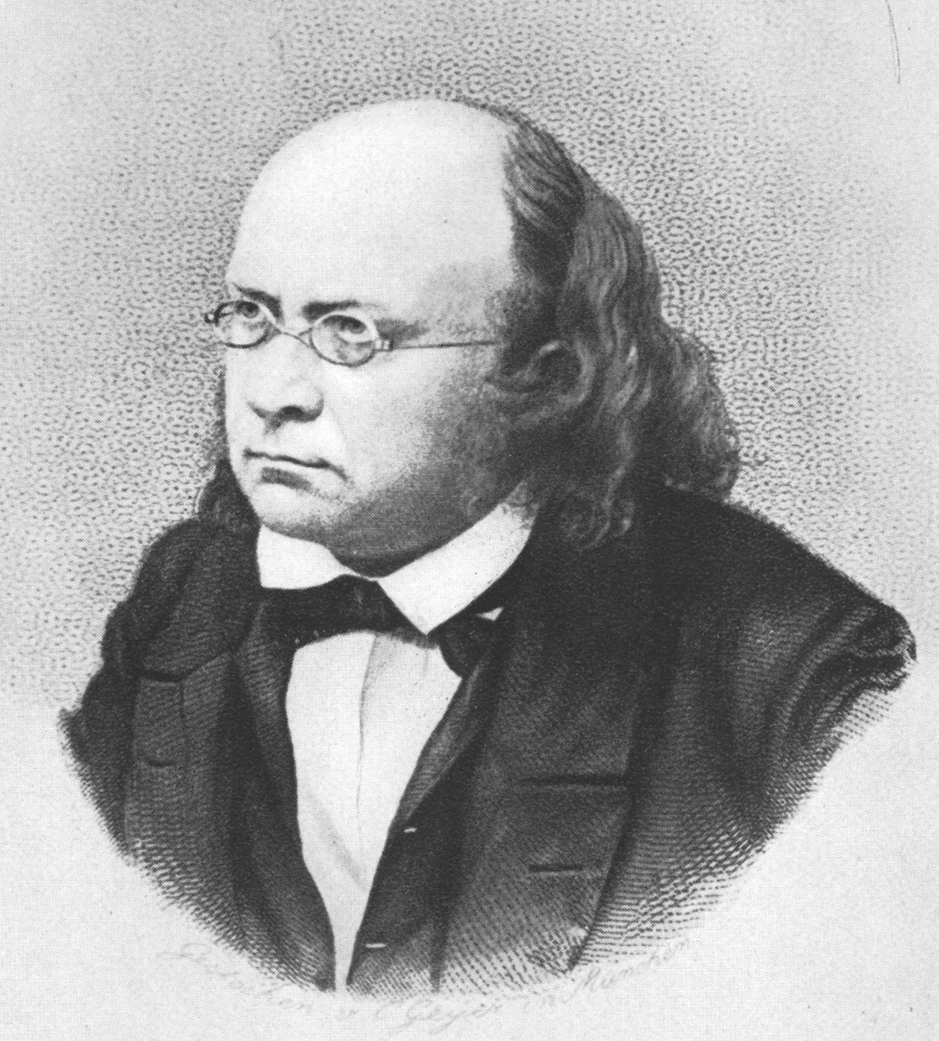
Karl Friedrich Schimper

カール・フリードリヒ・シンパー（Karl Friedrich Schimper 、1803年2月15日 - 1867年12月21日）は、ドイツの植物学者、博物学者である。ヨーロッパが氷河に覆われていた時代のあったことを主張したことなどで知られる。

## 略歴
マンハイムで生まれた。ラインプファルツ出身の父親は幾何学、数学の教師で、従兄弟に植物学者のヴィルヘルム・フィリップ・シンパー（Wilhelm Philipp Schimper）がおり、その息子、アンドレアス・フランツ・ヴィルヘルム・シンパーも植物地理学の分野で有名な学者であり、カール・フリードリヒ・シンパーの弟、ゲオルク・ヴィルヘルム・シンパーも北アフリカで採集旅行を行った植物学者である。
1822年に神学を学び始め、1826年からハイデルベルク大学、ミュンヘン大学で医学を学んだ。1829年にテュービンゲン大学の博士号を取得した。ハイデルベルク大学時代に、地質学者、古生物学者となるルイ・アガシーや植物学者となるアレクサンダー・ブラウンやゲオルク・エンゲルマンらと親しくなった。
ミュンヘン大学で講師を務めるが、自ら著書を書くことなく、自分の発見を博物学者たちに手紙で知らせたり、講義のなかで発表した。シンパーの講義をきいた学者には発生学者のイイグナーツ・ドリンジャー、医師のヨハン・リンガイス、植物学者のカール・フリードリヒ・フィリップ・フォン・マルティウス、ヨーゼフ・ゲアハルト・ツッカリーニやオットー・ゼントナーらがいた。
植物の葉のつき方（葉序）の形態学の研究をアレクサンダー・ブラウンとともに行い、続いて発生する葉の間の角度が数学的に級数関係にあるというシンパー‐ブラウンの法則を見出した。
1840年の春にバイエルンの皇太子、マクシミリアンに委嘱され、アルプスの地質調査を行った。そこでの観察はアルプスの形成についての独自の理論を報告書に書いた、これはエドアルト・ジュースの研究に先立つ先駆的なものであった。
1835年頃、ミュンヘンでの講義でヨーロッパの気候変動を論じ、ルイ・アガシーとともにヨーロッパ各地で、氷河の痕跡を調査した。後にアガシーが氷期の「発見者」として知られるようになると、そのアイデアのプライオリティについて論争した。